# Џеф Ханеман
Џефри Џон Ханеман (енгл. Jeffrey John Hanneman; Оукланд, 31. јануар 1964 — Инланд Емпајр, 2. мај 2013) био је амерички гитариста, најпознатији као један од оснивача треш метал састава Слејер.
Ханеман је рођен у Оукланду, а одрастао је у Лонг Бичу, у Калифорнији. Отац му се борио у Другом светском рату, а брат у Вијетнаму, па је рат била честа тема разговора. Ханеман је често писао песме с темом рата.
Преминуо је 2. маја 2013. године због цирозе јетре.

## Дискографија
- 1983.: Show No Mercy
- 1984.: Haunting the Chapel
- 1985.: Hell Awaits
- 1986.: Reign in Blood
- 1988.: South of Heaven
- 1990.: Seasons in the Abyss
- 1994.: Divine Intervention
- 1996.: Undisputed Attitude
- 1998.: Diabolus in Musica
- 2001.: God Hates Us All
- 2006.: Christ Illusion
- 2009.: World Painted Blood
- 2015.: Repentless (текст за једну пјесму)